# Molophilus (Molophilus) natalicolus
Molophilus (Molophilus) natalicolus is een tweevleugelige uit de familie steltmuggen (Limoniidae). De soort komt voor in het Afrotropisch gebied.